# Jeff Cobb
Pour l’article homonyme, voir Cobb.
Jeffrey Cobb (né le 11 juillet 1982 à Honolulu, Hawaï) est un lutteur et un catcheur (lutteur professionnel) américain. Il travaille actuellement à la WWE, sous le nom de JC Mateo.
En tant que lutteur, il est le porte-drapeau de l'équipe olympique de Guam aux Jeux olympiques d'été de 2004 où il participe au tournoi de lutte libre dans la catégorie des moins de 84 kg. Il devient catcheur en 2009 et se fait connaitre sous le masque de Matanza Cueto à la Lucha Underground.
En 2018, il remporta pour la première fois le ROH World Television Championship (ROH) et en 2019 le NEVER Openweight Championship (NJPW).

## Carrière de lutteur

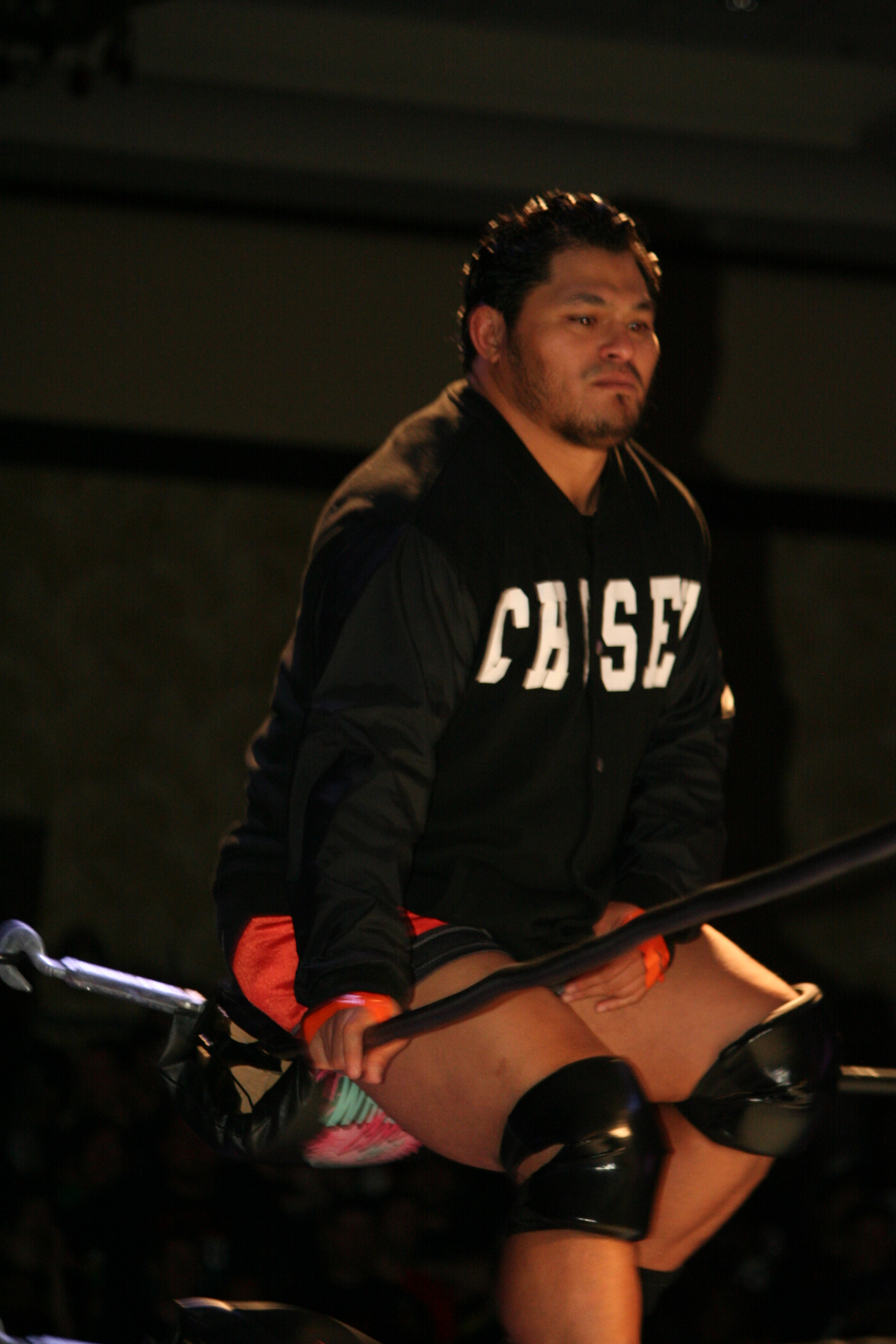
Le catcheur Jeff Cobb assis sur un des poteaux d'un ring de catch avant un combat (2017)

Cobb pratique la lutte libre et la lutte gréco-romaine et remporte les championnats d'Océanie de lutte libre dans la catégorie des moins de 97 kg en 2001 et finit troisième en lutte gréco-romaine chez les sénior. Cette année-là, il devient aussi champion d'Océanie de lutte gréco-romaine chez les junior. Il perd du poids pour aller dans la catégorie des moins de 84 kg un an plus tard. En 2003, il participe au championnat du monde de lutte libre où il termine 32e. Un an plus, sa victoire au championnat d'Océanie en lutte libre et sa seconde place en lutte gréco-romaine lui permet de représenter Guam aux Jeux olympiques d'été de 2004 en lutte libre. Il s'y classe 21e avec deux défaites en phase de groupe face à l'ukrainien Davyd Bichinashvili puis face au cubain Yoel Romero. Il continue la lutte jusqu'au championnats du monde de 2007 où il se classe 27e en lutte libre.

## Carrière dans le Catch

### Circuit Indépendant (2009-...)
Cobb commence à s'entraîner pour devenir catcheur à Hawaï avant d'aller en Californie où il intègre l'école de catch d'Oliver John.
Lors de WrestleCon SuperShow 2017, il perd contre Bobby Lashley et ne remporte pas le Impact World Heavyweight Championship.
Le 2 septembre 2018 lors de Warrior Wrestling #2, il perd avec Austin Aries, Rich Swann et Rey Mysterio, Jr. contre Brian Cage, Penta El Zero M, Rey Fenix et Sammy Guevarra.
Le 12 septembre lors de Bar Wrestling 18, il perd avec Brian Cage contre Ortiz et Santana.
Le 1er novembre lors de Bar Wrestling 22 : Day of the Undead, il bat Rich Swann.

### Lucha Underground (2015-2018)
Il signe à la Lucha Underground en 2015. Il débute à la fédération le 22 mars 2016 sous un masque et en se faisant appeler « The Monster » Matanza Cueto, le frère du propriétaire de la fédération, Dario Cueto, et participe au Aztec Warfare II qu'il remporte pour devenir le nouveau Lucha Underground Champion. Le 30 mars, il conserve le titre contre Pentagón Jr.. Le 11 mai, il conserve le titre dans un Graver Consequences Casket Match contre Mil Muertes. Le 1er juin, il conserve le titre contre Cage. Lors de Aztec Warfare III, il perd le titre contre Sexy Star.
Le 2 juillet 2018, il bat Mr Pectacular. Le 8 août, il bat Mala Suerte au cours d'un Sacrifice to the Gods. Le 15 août, il bat Saltador en moins d'une minute et l'offre en sacrifice aux dieux.
Le 29 août, il est libéré de sa cage par Ricky Mundo, il attaque ensuite toutes les personnes présentes au mariage de Johnny Mundo et Taya Valkyrie. Il fait passer Johnny Mundo à travers une table et porte son Wrath of the Gods sur Taya Valkyrie. Le 5 septembre, il bat Joey Wrestling et le sacrifie aux dieux. Le 26 septembre, il bat Jack Evans au cours d'un sacrifice to the Gods.
Le 10 octobre, il bat Taya Valkyrie par disqualification après avoir s'être fait attaquer en plein match par Johnny Mundo le mari de Valkyrie.

### Evolve (2016–2017)
Lors de Evolve 75, il bat Fred Yehi.

### Pro Wrestling Guerrilla (2016–...)
Il fait ses débuts à la fédération lors de PWG Prince, mais il perd contre Chris Hero. Lors de PWG Battle Of Los Angeles 2016 - Tag 3, lui, Cedric Alexander, Chuck Taylor, Jushin Thunder Liger et Tommy End battent Brian Kendrick, Matthew Riddle, Pete Dunne, Sami Callihan et Tommaso Ciampa,. Lors de PWG Mystery Vortex IV, lui et Matthew Riddle battent les PWG World Tag Team Champions The Young Bucks dans un Non Title Match. Lui et Riddle se font plus tard connaitre comme The Chosen Bros.
Lors de PWG Nice Boys (Don't Play Rock N' Roll), lui et Matt Riddle battent OI4K (Dave Crist et Jake Crist),. Lors de PWG Game Over, Man, il bat Keith Lee.
Lors de PWG All Star Weekend 13 - Tag 1, lui et Matt Riddle battent The Lucha Brothers (Penta El Zero M et Rey Fénix) et remportent les PWG World Tag Team Championship. Lors de Mystery Vortex V, ils conservent les titres contre Ringkampf (Timothy Thatcher et WALTER).
Lors du premier tour du Battle of Los Angeles 2018, il bat Darby Allin. Lors du second tour, il bat Rey Horus. Lors des demi-finales, il bat Trevor Lee. Lors de la finale, il bat Bandido et Shingo Takagi pour remporter le tournoi. Lors de PWG Smokey and the Bandido, il bat WALTER et remporte le PWG World Championship.

### Progress Wrestling (2017-2018)
Le 27 mai 2017, il fait ses débuts à la Progress en battant Nathan Cruz lors du premier tour du Super Strong Style 16 Tournament 2017. Le lendemain, il perd son match du deuxième tour du tournoi contre Matthew Riddle. Le 29 mai, il obtient sa première chance pour le Progress World Championship en perdant contre Pete Dunne.
Lors de Chapter 67 : Bourbon is Also a Biscuit, il perd contre Travis Banks et ne remporte pas le titre de la Progress.

### New Japan Pro Wrestling (2017-...)
Le 6 novembre 2017, il est annoncé en tant que participant de la World Tag League 2017 aux côtés de Michael Elgin. Lors de G1 Special In San Francisco, il perd contre Hirooki Goto et ne remporte pas le NEVER Openweight Championship.
Lors de G1 Supercard, il bat Will Ospreay au cours d'un winner take all match qui avait pour enjeux le NEVER Openweight Championship de Ospreay et le ROH World Television Championship de Cobb qui remporte donc le titre de Ospreay. Lors de Wrestling Dontaku - Day 1, il perd le NEVER Openweight Championship contre Taichi.

#### Heel Turn et The United Empire (2020-...)
Le 15 novembre, il effectue un Heel Turn en étant révélé comme le dernier membre de The United Empire, faisant équipe avec Great O-Khan pour participer à la World Tag League. Ils terminent le tournoi avec un record de cinq victoires et quatre défaites, ce qui ne leur permet pas de se qualifier pour la finale du tournoi. Lors de Wrestle Kingdom 15 In Tokyo Dome - Tag 2, il perd contre Shingo Takagi et ne remporte pas le NEVER Openweight Championship.
Lors de Hyper Battle 2022, lui et Great O-Khan battent Chaos (Hirooki Goto et Yoshi-Hashi) et remportent les IWGP Tag Team Championship,. Lors de Wrestling Dontaku 2022, ils perdent les titres contre Bullet Club (Bad Luck Fale et Chase Owens) dans un Three Way Match qui comprenaient également Chaos (Hirooki Goto et Yoshi-Hashi) et remportent les IWGP Tag Team Championship,.

### Ring of Honor (2018-2019)
Il fait ses débuts à la ROH lors de l'épisode du 3 septembre 2018 en attaquant Charles Zanders & Shayne Taylor au cours d'un match entre les deux hommes qui faisait partie du Top Prospect Tournament. Le 29 septembre lors de l'enregistrement de ROH TV, il bat Punishment Martinez et remporte le ROH World Television Championship.
Lors de Survival of the Fittest 2018, lui et le ROH World Champion Jay Lethal battent les ROH World Tag Team Champions SoCal Uncensored (Frankie Kazarian et Scorpio Sky). Lors de Final Battle 2018, il conserve son titre contre Adam Page.
Lors de War Of The Worlds 2019 - Tag 2, il perd son titre contre Shane Taylor lors d'un Four Corner Survival Match incluant aussi Brody King et Hirooki Goto.

### All Elite Wrestling (2020)
Travaillant en indépendant avec la Ring of Honor, Cobb est autorisé à apparaître à la AEW. Le 12 février 2020, il apparaît aux côtés des membres du Inner Circle avec qui il attaque Jon Moxley. La semaine suivante à Dynamite, il perd contre Moxley.

## Palmarès

### Catch
- AAW Professional Wrestling
  - 1 fois AAW Tag Team Champion avec David Starr et Eddie Kingston

- Action Zone Wrestling
  - 2 fois AZW Heavyweight Champion

- All Pro Wrestling
  - Young Lions Cup (2012)

- Big Time Wrestling
  - 1 fois BTW Tag Team Champion avec  Kimo

- Cape Championship Wrestling
  - 1 fois CCW Tag Team Champion avec Blaster

- Lucha Underground
  - 1 fois Lucha Underground Champion
  - Aztec Warfare II

- Ring of Honor
  - 1 fois ROH World Television Champion
  - Mouvement de l'année (2018) pour le Tour of the Island

- Ring Warriors
  - 1 fois Ring Warriors Grand Champion

- Fighting Spirit Pro
  - 1 fois Fighting Spirit Pro Heavyweight Champion

- New Japan Pro Wrestling
  - 1 fois NEVER Openweight Championship
  - 2 fois IWGP Tag Team Championship avec Great O-Khan
  - 1 fois NJPW World Television Championship

- Premier Wrestling
  - 1 fois Premier Heavyweight Champion

- Pro Wrestling Guerrilla
  - 1 fois PWG World Championship
  - 1 fois PWG World Tag Team Championship avec Matt Riddle
  - Battle of Los Angeles (2018)

### Lutte
- Championnat d'Océanie de Lutte
  -  Champion d'Océanie de Lutte gréco-romaine Junior dans la catégorie des moins de 97 kg (2001)
  -  Champion d'Océanie de Lutte libre Junior dans la catégorie des moins de 85 kg (2002)
  -  Champion d'Océanie de Lutte libre dans la catégorie des moins de 84 kg (2004 - 2007)
  -  Champion d'Océanie de Lutte libre dans la catégorie des moins de 96 kg (2005)
  -  Champion d'Océanie de Lutte gréco-romaine dans la catégorie des moins de 96 kg (2005)

- Championnat du Monde de Lutte
  - 32e en lutte libre dans la catégorie des moins de 84 kg (2003)
  - 26e en lutte libre dans la catégorie des moins de 84 kg (2007)

- Jeux de la Micronésie
  -  Lutte libre dans la catégorie des moins de 96 kg (2006)
  -  Lutte gréco-romaine dans la catégorie des moins de 96 kg (2006)

- Jeux olympiques d'été
  - 21e en lutte libre dans la catégorie des moins de 84 kg (2004)

## Récompenses des magazines
- Pro Wrestling Illustrated

| Année | 2013 | 2014 | 2015 | 2016 | 2017 | 2018 | 2019 | 2020 | 2021 | 2022 | 2023 | 2024 |
| ----- | ---- | ---- | ---- | ---- | ---- | ---- | ---- | ---- | ---- | ---- | ---- | ---- |
| Rang  | 465  | 489  | 269  | 50   | 142  | 85   | 23   | 70   | 139  | 169  | 311  | 121  |

| # | Résultat | Adversaire    | Évènement                   | Date           | Durée | Lieu              | Notes                                                    |
| - | -------- | ------------- | --------------------------- | -------------- | ----- | ----------------- | -------------------------------------------------------- |
| 1 | Défaite  | Shingo Takagi | Wrestle Kingdom 15, Night 2 | 5 janvier 2021 | 21:11 | Tokyo Dome, Tokyo | Le NEVER Openweight Championship de Takagi était en jeu. |